# Switchbacks de Colorado Springs
Maillots
Actualités
Dernière mise à jour : 8 juillet 2025.
Les Switchbacks de Colorado Springs (en anglais : Colorado Springs Switchbacks), officiellement appelé Switchbacks FC, est une franchise de soccer, située à Colorado Springs dans l'État du Colorado et fondée en 2013. La franchise évolue en United Soccer League, le deuxième niveau dans la hiérarchie nord-américaine. 

## Histoire
Le 5 décembre 2013, Colorado Springs devient une nouvelle franchise de la United Soccer League à compter de la saison 2015.
La franchise est administrée par Martin Ragain, propriétaire du groupe Ragain Sports LLC. Le 24 janvier 2014, il est annoncé que la franchise se nommera Colorado Springs Switchbacks au Jack Quinn’s Pub. Le 11 mars, le premier entraîneur-chef de l'histoire du club est l'ancien entraîneur adjoint des Rapids du Colorado, Steve Trittschuh.
Pour leur première rencontre de son histoire, les Switchbacks s'inclinent sur le score de 2-0 face aux Aztex d'Austin au House Park le 28 mars 2015. Lors de la deuxième journée, Mike Seth inscrit le premier but de l'histoire de la franchise lors d'une défaite 2-1 contre l'OKC Energy FC.

## Palmarès et records

### Bilan par saison
| Année | Niv. | Saison régulière | Saison régulière | Saison régulière | Saison régulière | Saison régulière | Saison régulière | Saison régulière | Position | Position | Séries                    | US Open Cup    | Affl. moy. saison régulière | Affl. moy. séries éliminat. |
| Année | Niv. | M                | V                | N                | D                | BP               | BC               | Pts              | Conf.    | Ligue    | Séries                    | US Open Cup    | Affl. moy. saison régulière | Affl. moy. séries éliminat. |
| ----- | ---- | ---------------- | ---------------- | ---------------- | ---------------- | ---------------- | ---------------- | ---------------- | -------- | -------- | ------------------------- | -------------- | --------------------------- | --------------------------- |
| 2015  | 3    | 28               | 14               | 4                | 10               | 53               | 35               | 46               | 3e       | 5e       | Demi-finale de conférence | Troisième tour | 2 723                       | 2 532                       |
| 2016  | 3    | 30               | 14               | 7                | 9                | 37               | 27               | 49               | 3e       | 8e       | Premier tour              | Troisième tour | 3 152                       | 2 405                       |
| 2017  | 2    | 32               | 12               | 8                | 12               | 55               | 51               | 44               | 9e       | 16e      | Non qualifié              | Troisième tour | 3 389                       | N/Q                         |
| 2018  | 2    | 34               |                  |                  |                  |                  |                  |                  |          |          |                           | À venir        |                             |                             |

## Stade
De 2015 à 2020, les Switchbacks de Colorado Springs jouent leurs rencontres à domicile au Weidner Field (maintenant Switchbacks Training Stadium), une enceinte de soccer d'une capacité de 5 000 spectateurs, adjacente au Security Service Field. 
Durant l'été 2014, des rénovations du stade sont commencées pour trois millions de dollars après que la franchise ait signé un bail de dix ans avec la ville de Colorado Springs. Le stade se situe à une altitude de 1 981 mètres. L'inauguration du nouveau stade a eu lieu en décembre 2019 et le stade devrait être achevé pour la saison 2021. Le nom « Weidner Field » a été officiellement transféré de l'ancien stade au nouveau le 15 octobre 2020.

## Personnalités du club

### Entraîneurs
Le tableau suivant présente la liste des entraîneurs du club depuis 2015.
| Rang | Nom              | Période     |
| ---- | ---------------- | ----------- |
| 1    | Steve Trittschuh | depuis 2015 |

### Joueurs

#### Capitaines
| Rang | Nom             | Période     |
| ---- | --------------- | ----------- |
| 1    | Luke Vercollone | depuis 2015 |

## Logo et couleurs
Le 5 juin 2014, la franchise dévoile le logo de l'équipe, les couleurs et les tenues. Les couleurs de la franchise sont le gris et le blanc,.

## Soutien et image

### Groupes de partisans
Les principaux groupes de partisans des Switchbacks sont les Trailheads, les Zebs Rangers, le Back Chat Podcast, le Blue Man, l'AO Colorado Springs et les Springs Colonials.